# David Walker (astronaute)
Pour les articles homonymes, voir David Walker et Walker.
David Mathieson Walker dit « Dave » Walker est un astronaute américain né le 20 mai 1944 et décédé le 23 avril 2001.

## Vols réalisés
- 8 novembre 1984 : Discovery (STS-51-A)
- 4 mai 1989 : Atlantis (STS-30)
- 2 décembre 1992 : Discovery (STS-53)
- 7 septembre 1995 : Endeavour (STS-69)